# SuperDraft de la MLS 2013
EL SuperDraft de 2013 fue el 14º evento de este tipo para la Major League Soccer Se llevó a cabo en el Indiana Convention Center de Indianápolis, Indiana. El SuperDraft consistió en dos rondas con diecinueve selecciones en cada una de las rondas, para un total de 38 jugadores seleccionados en el proyecto.
El proyecto precede al inicio de la Temporada Major League Soccer 2013.

## Primera Ronda
|  | Miembro de Generación Adidas |

| N.º | Jugador          | Equipo de la MLS                                                  | Universidad/Proyecto/Club                        | Posición       | Imagen |
| --- | ---------------- | ----------------------------------------------------------------- | ------------------------------------------------ | -------------- | ------ |
| 1   | Andrew Farrell   | New England Revolution (desde Toronto FC)                         | Universidad de Louisville                        | Defensa        |        |
| 2   | Carlos Álvarez   | Chivas USA                                                        | Universidad de Connecticut                       | Centrocampista |        |
| 3   | Kylle Bekker     | Toronto FC (desde Portland Timbers)                               | Boston College                                   | Centrocampista |        |
| 4   | Kekuta Manneh    | Vancouver Whitecaps (desde New England Revolution vía Toronto FC) | Generación Adidas                                | Delantero      |        |
| 5   | Erik Hurtado     | Vancouver Whitecaps (desde Philadelphia Union)                    | Universidad de Santa Clara                       | Delantero      |        |
| 6   | Deshorn Brown    | Colorado Rapids                                                   | Universidad de Florida Central                   | Delantero      |        |
| 7   | Walker Zimmerman | FC Dallas                                                         | Universidad Furman                               | Defensa        |        |
| 8   | Blake Smith      | Montreal Impact                                                   | Universidad de Nuevo México                      | Centrocampista |        |
| 9   | Ryan Finley      | Columbus Crew                                                     | Universidad de Notre Dame                        | Delantero      |        |
| 10  | Eriq Zavaleta    | Seattle Sounders FC (desde Toronto FC vía Vancouver Whitecaps)    | Universidad de Indiana                           | Defensa        |        |
| 11  | Dillon Powers    | Colorado Rapids (desde Chicago Fire)                              | Universidad de Notre Dame                        | Centrocampista |        |
| 12  | John Stertzer    | Real Salt Lake                                                    | Universidad de Maryland                          | Centrocampista |        |
| 13  | Jason Johnson    | Houston Dynamo (desde New York Red Bulls vía Portland Timbers)    | Virginia Commonwealth University                 | Delantero      |        |
| 14  | Mikey López      | Sporting Kansas City                                              | Universidad de Carolina del Norte en Chapel Hill | Centrocampista |        |
| 15  | Tommy Müller     | San Jose Earthquakes                                              | Universidad de Georgetown                        | Defensa        |        |
| 16  | Emery Welshman   | Toronto FC (desde Seattle Sounders FC)                            | Universidad Estatal de Oregón                    | Delantero      |        |
| 17  | Taylor Kemp      | D.C. United                                                       | Universidad de Maryland                          | Defensa        |        |
| 18  | Fernando Monge   | Montreal Impact (desde Houston Dynamo)                            | Universidad de California en Los Ángeles         | Centrocampista |        |
| 19  | Charlie Rugg     | Los Angeles Galaxy                                                | Boston College                                   | Delantero      |        |

## Segunda Ronda
|  | Miembro de Generación Adidas |

| N.º | Jugador              | Equipo de la MLS                                                    | Universidad/Proyecto/Club                      | Posición       | Imagen |
| --- | -------------------- | ------------------------------------------------------------------- | ---------------------------------------------- | -------------- | ------ |
| 20  | Ryan Hollingshead    | FC Dallas (desde Toronto FC)                                        | Universidad de California en Los Ángeles       | Centrocampista |        |
| 21  | Donnie Smith         | New England Revolution (desde Chivas USA)                           | Universidad de Carolina del Norte en Charlotte | Delantero      |        |
| 22  | Ian Christianson     | New York Red Bulls (desde Portland Timbers)                         | Universidad de Georgetown                      | Centrocampista |        |
| 23  | Luke Spencer         | New England Revolution                                              | Universidad Xavier                             | Delantero      |        |
| 24  | Kofi Opare           | Los Angeles Galaxy (desde Philadelphia Union)                       | Universidad de Míchigan                        | Defensa        |        |
| 25  | Kory Kindle          | Colorado Rapids                                                     | Universidad Estatal de California, Bakersfield | Defensa        |        |
| 26  | Don Anding           | Philadelphia Union (desde FC Dallas)                                | Universidad Northeastern                       | Delantero      |        |
| 27  | Paulo DelPiccolo     | Montreal Impact                                                     | Universidad de Louisville                      | Centrocampista |        |
| 28  | Drew Beckie          | Columbus Crew                                                       | Universidad de Denver                          | Defensa        |        |
| 29  | Devon Sandoval       | Real Salt Lake (desde Vancouver Whitecaps vía Philadelphia Union)   | Universidad de Nuevo México                    | Delantero      |        |
| 30  | Yazid Atouba Emane   | Chicago Fire (desde Chicago Fire vía Colorado Rapids)               | Rainbow FC                                     | Delantero      |        |
| 31  | Stephen Okai         | Philadelphia Union (desde Real Salt Lake)                           | Universidad de Mobile                          | Centrocampista |        |
| 32  | Brad Stuver          | Montreal Impact (desde New York Red Bulls vía Sporting Kansas City) | Universidad Estatal de Cleveland               | Portero        |        |
| 33  | Dan Delgado          | San Jose Earthquakes (desde Sporting Kansas City)                   | Universidad de San Diego                       | Centrocampista |        |
| 34  | Dylan Tucker-Gangnes | Portland Timbers (desde San Jose Earthquakes)                       | Universidad de Washington                      | Defensa        |        |
| 35  | Dylan Remick         | Seattle Sounders FC                                                 | Universidad Brown                              | Defensa        |        |
| 36  | Luis Soffner         | New England Revolution (desde D.C. United)                          | Universidad de Indiana                         | Portero        |        |
| 37  | Jimmy Nealis         | Houston Dynamo                                                      | Universidad de Georgetown                      | Defensa        |        |
| 38  | Greg Cochrane        | Los Angeles Galaxy                                                  | Universidad de Louisville                      | Defensa        |        |

## Selecciones por Posición
| Ronda   | Portero | Defensa | Mediocampista | Delantero | Totales |
| ------- | ------- | ------- | ------------- | --------- | ------- |
| Primera | 0       | 5       | 7             | 7         | 19      |
| Segunda | 2       | 7       | 5             | 5         | 19      |
| Totales | 2       | 12      | 12            | 12        | 38      |